# ماي كوهن
ماي كوهن هي طبيبة كندية، ولدت في 1931.